# Francesco Masala
Francesco Masala, chiamato anche Frantziscu Masala in sardo o col diminutivo Cicitu nel Logudoro (Nughedu San Nicolò, 17 settembre 1916 – Cagliari, 23 gennaio 2007), è stato un poeta, scrittore e saggista italiano, studioso di lingua e cultura sarda.

## Biografia
Dopo i primi studi nel paese natale, frequentò il ginnasio a Ozieri, il liceo classico a Sassari e completò la sua formazione laureandosi in lettere all'Università La Sapienza di Roma, con una tesi su Il teatro di Luigi Pirandello, con Natalino Sapegno come primo relatore. Partecipò alla seconda guerra mondiale, combattendo prima sul fronte jugoslavo e poi su quello russo dove, ferito a una gamba, si meritò una decorazione al valor militare e iniziò a scrivere un romanzo su quella tragica esperienza umana e militare. Dopo la guerra insegnò per trent´anni, prima a Sassari e poi a Cagliari, nella scuola media superiore. Nella cerchia delle sue amicizie, affinità culturali e politiche e collaborazioni a varie iniziative figurano personaggi come Emilio Lussu, Aldo Capitini, Giuseppe Dessì, Salvatore Cambosu, Michelangelo Pira, Giulio Angioni, Giovanni Lilliu.
Giornalista pubblicista (fu critico letterario e artistico a L'Unione Sarda negli anni sessanta, ma collaborò anche con La Nuova Sardegna, Paese Sera, Il Messaggero Sardo) e soprattutto fu scrittore bilingue, in sardo e italiano, pubblicò numerosi articoli e libri di poesia e narrativa, di teatro, di saggistica e di critica letteraria. Come poeta trasse ispirazione dalla grande tradizione in versi della sua terra, in particolare dalle opere di Peppino Mereu; nel 1951 vinse il Premio Grazia Deledda e nel 1956 il Premio Chianciano per la raccolta di poesie Pane nero. Come romanziere fu scoperto da Giangiacomo Feltrinelli, che nel 1962 gli pubblicò Quelli dalle labbra bianche, epopea in chiave grottesca della gente di Arasolè sul fronte orientale e di un po' tutti i "dimenticati dalla storia". Per il palcoscenico, oltre alla riduzione teatrale del suo romanzo (1972, con il regista Giacomo Colli), collaborò con la Cooperativa Teatro di Sardegna per i testi bilingui dei drammi popolari Su connottu (1976) e Carrasegare (1978), entrambi con il regista Gianfranco Mazzoni. Per la RAI scrisse i radiodrammi Emilio Lussu, il capotribù nuragico (1979), Gramsci ovvero l'uomo nel fosso (1981) e Sigismondo Arquer, al rogo! (1987). 
La compagnia Cada Die Teatro dal 1998 ha in repertorio Laribiancos, un adattamento teatrale del romanzo Quelli dalle labbra bianche curato e interpretato da Pierpaolo Piludu, con la regia di Giancarlo Biffi e la colonna sonora originale di Paolo Fresu. Nel 2008 la sede della Rai della Sardegna ha trasmesso in 16 puntate radiofoniche una versione in sardo dello spettacolo teatrale.
Masala si accostò anche alla musica pop collaborando con la cantautrice Marisa Sannia.
Masala è stato anche militante nel PSI prima e nello PSIUP poi.
Nel 1981 pubblicò con Vanni Scheiwiller Poesias in duas limbas. I suoi versi, tesi al pari dei romanzi a esaltare un popolo umiliato e offeso dalla storia come quello sardo, sono stati tradotti in spagnolo, croato, russo, ungherese, francese, polacco e portoghese. Del 1984 è Il riso sardonico, raccolta di ricordi e brevi racconti di vita vissuta in cui riso e pianto sono legati indissolubilmente in una comicità paradossale, intrisa di satira pungente nei confronti della classe politica isolana. Vi compare inoltre uno dei temi più cari a Masala, la difesa della lingua sarda, da lui utilizzata in numerose poesie e nel romanzo autobiografico S'istoria (1989).
Cicìtu, com'era conosciuto e chiamato dagli amici , fu presidente della commissione del Premio letterario in lingua sarda Città di Ozieri e, nel 1978, del Comitadu pro sa limba, che si fece promotore della "Proposta di legge d'iniziativa popolare per il bilinguismo perfetto in Sardegna", da cui sarebbe poi scaturita la Legge regionale n. 26 del 15 ottobre 1997 per la "Promozione e valorizzazione della cultura e della lingua della Sardegna".
Dalla sua opera più conosciuta, Quelli dalle labbra bianche, nel 1999 è stato tratto il film Sos Laribiancos - I dimenticati, sceneggiato e diretto da Piero Livi (menzione d'onore al Palm Springs International Film Festival), con gli attori Lucio Salis, Sandro Ghiani e Alessandro Partexano. Del 2008 è invece il cortometraggio d'animazione Dopo trent'anni prima, che il fumettista Silvio Camboni ha realizzato ispirandosi al racconto "Apologo dell'uomo bue e dell'uomo cacciavite", dove Masala contrappone la Sardegna contadina a quella industriale.
Giulio Angioni colloca Francesco Masala, con Antonino Mura Ena e Benvenuto Lobina, all'apice della poesia sarda, e non solo in sardo, del Novecento.
In suo ricordo è stato istituito nel 2008, dall'associazione culturale Arcipelago in collaborazione con la Provincia di Cagliari, il Premio Francesco Masala per il teatro.

## Opere pubblicate
- Poesie, Roma, Gastaldi, 1951.
- Vacanze in Sardegna (con Marcello Serra), Cagliari, Regione Autonoma della Sardegna, 1955.
 Trad. francese di P.L. Marchetti: Vacances en Sardaigne. Itinéraires touristique. Trad. spagnola di Joaquin Arce: Vacaciones en Cerdena . Itinerarios turisticos.
- Pane nero (prefazione di Giovanni Titta Rosa), Siena, Maia, 1956. Tradotto in russo, jugoslavo e spagnolo.
- Il vento. Pane nero, Siena, Maia, 1960. Trad. francese 1992.
- Quelli dalle labbra bianche, Milano, Feltrinelli, 1962, 2a ed. Nuoro, Il Maestrale, 1995, 3a ed. 2005.
Trad. ungherese 1975 e 2000; trad. francese di Claude Schmitt: Ceux d'Arasole, Paris, Zulma, 1999. ISBN 2-84304-059-0.
- Lettera della moglie dell'emigrato, Milano, Feltrinelli, 1968.
- Storia dei vinti. Poesie, Milano, Jaca Book, 1968, 2a ed. 1974.
Trad. francese contenente anche Poesias in duas limbas.
- Poesias in duas limbas (testo sardo e italiano), Milano, Scheiwiller, 1981, 2a ed. 1993, 3a ed. Nuoro, Il Maestrale, 2006. ISBN 88-89801-13-1.
Trad. francese (contenente anche Storia dei vinti) di Claude Schmitt e Savina Lella: Le Braconnier et autres poèmes de Sardaigne, Arles, Actes Sud, 1984. ISBN 29-03098-86-7.
- Il riso sardonico, Cagliari, GIA, 1984. Trad. francese di Claude Schmitt: Le Rire sardonique, Paris, L'Harmattan, 2014. ISBN 978-2-343-04900-7.
- Il dio petrolio, Cagliari, Edizioni Castello, 1986. Pubblicato con il titolo Il parroco di Arasolè (a cura di Giancarlo Porcu), Nuoro, Il Maestrale, 2001.
Trad. francese di Claude Schmitt e Alain Sarrabayrouse: Le Curé de Sarrok, Arles, Actes Sud, 1989. ISBN 28-68693-47-4.
- Storia del teatro sardo. Storia della produzione teatrale in Sardegna, Quartu Sant'Elena, Alfa editrice, 1987, 2a ed. 1990. Trad. francese di Claude Schmitt e Susy Lella, Histoire du théâtre sarde, Paris, L'Harmattan, 2017. ISBN 978-2-343-12042-3.
- Storia dell'acqua in Sardegna, Cagliari, EAF, 1987, 2a ed. 1991, trad. francese di Claude Schmitt: Les Maîtres de l'eau, Paris, L'Harmattan, 2018. ISBN 978-2-343-16065-8
- Autonomia e arte in Sardegna, Quartu Sant'Elena, Alfa editrice, 1988.
- S'istoria. Condaghe in limba sarda, Quartu Sant'Elena, Alfa editrice, 1989.
- Racconti per ragazzi, tradotti dal barbaricino in logudorese, Cagliari, Dattena, 1991.
- Opere, Quartu Sant'Elena, Alfa editrice, 1993, 2 voll.
- Sa limba est s'istoria de su mundu, Cagliari, Condaghes, 2000.
- Manifesto della gioventù eretica del comunitarismo e della Confederazione politica dei Circoli (con Eliseo Spiga e Placido Cherchi), Cagliari, Zonza, 2000.
- Quelli dalle labbra bianche - Il Parroco di Arasolè, Nuoro, Il Maestrale, 2008. ISBN 88-89801-72-7